# Karabinek Wepr
Wepr (Вепр, ukr. dzik) – ukraiński karabinek automatyczny, konwersja AK-74 do układu bullpup zaprezentowana w 2003 roku.

## Historia
Po rozpadzie ZSRR Ukraina odziedziczyła rozbudowany przemysł zbrojeniowy. Wśród istniejących na Ukrainie przedsiębiorstw zbrojeniowych brakowało jednak producentów broni strzeleckiej. Jednocześnie istniała potrzeba zastąpienia znajdującego się na uzbrojeniu niektórych jednostek karabinków AKM (jednostki pierwszorzutowe używają AK-74).
W 2003 roku zaprezentowano prototyp karabinka Wepr. Jest to konwersja AK-74 do układu bullpup. Zmiany obejmowały usunięcie kolby i zastąpienie jej stopką mocowana bezpośrednio do komory zamkowej, przeniesienie chwytu pistoletowego przed magazynek. Rękojeść przeładowania przeniesiono z suwadła na tłoczysko. Dźwignia przełącznika rodzaju ognia/bezpiecznika została w starym miejscu, po prawej stronie komory zamkowej. Karabinek jest zasilany z magazynków wymiennych z AK-74. Przyrządy celownicze mechaniczne, z lewej strony komory zamkowej znajduje się standardowy montaż celownika optycznego. W następnych latach prezentowano egzemplarze Wepra wyposażone w celownik kolimatorowy i granatnik podwieszany kalibru 40 mm.

## Opis
Wepr jest bronią samoczynno-samopowtarzalną w układzie bullpup. Automatyka broni działa na zasadzie odprowadzania gazów prochowych. Zamek ryglowany przez obrót (dwa rygle). Komora zamkowa tłoczona z blachy stalowej. Rękojeść przeładowania po lewej stronie broni, porusza się w wycięciu łoża. Mechanizm spustowy z przełącznikiem rodzaju ognia. Skrzydełko przełącznika rodzaju ognia/bezpiecznika po prawej stronie komory zamkowej, przed stopką kolby. Magazynek łukowy, o pojemności 30 naboi. Przyrządy celownicze mechaniczne. Kolba i łoże polimerowe.

## Zdjęcia

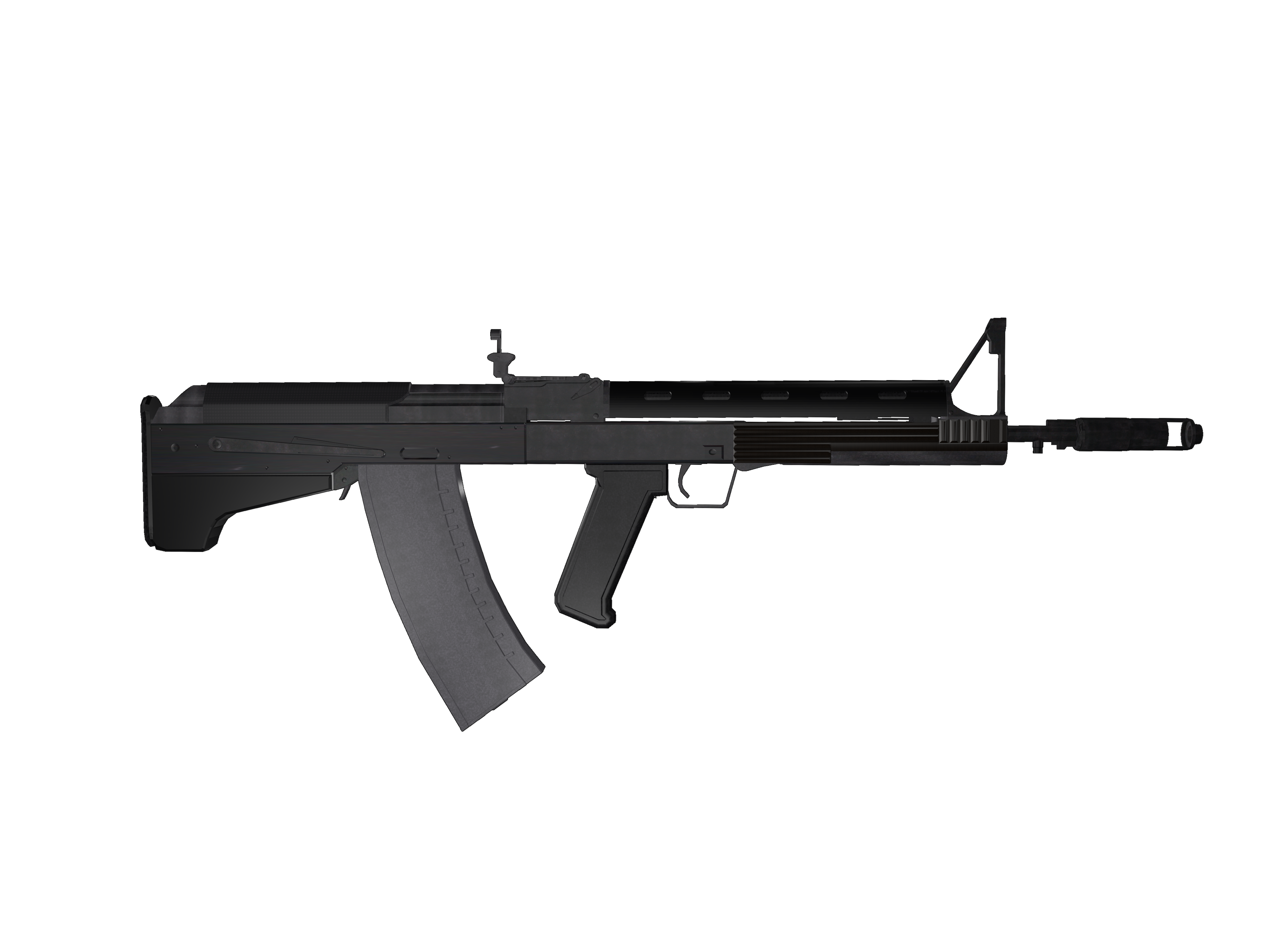
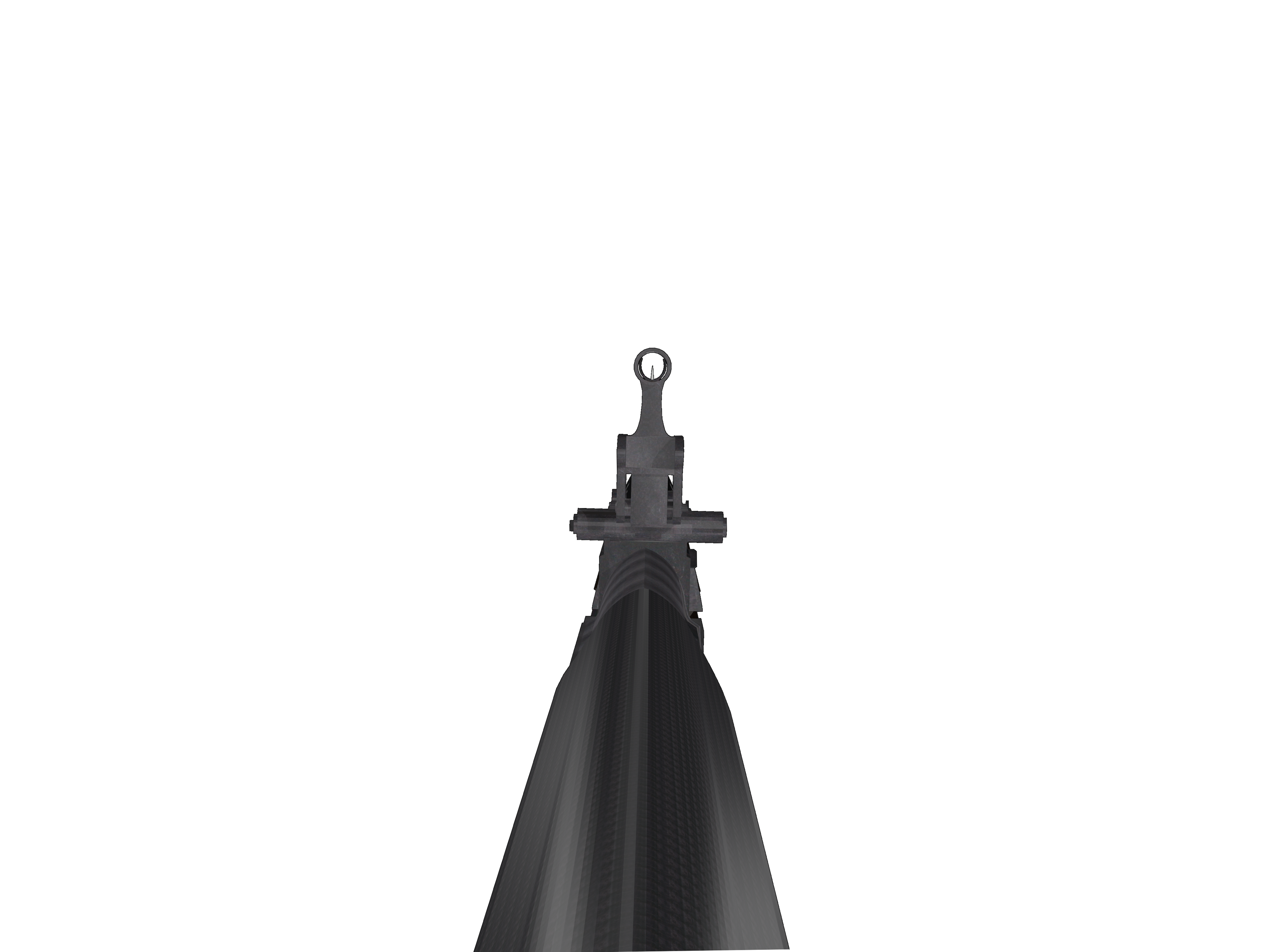
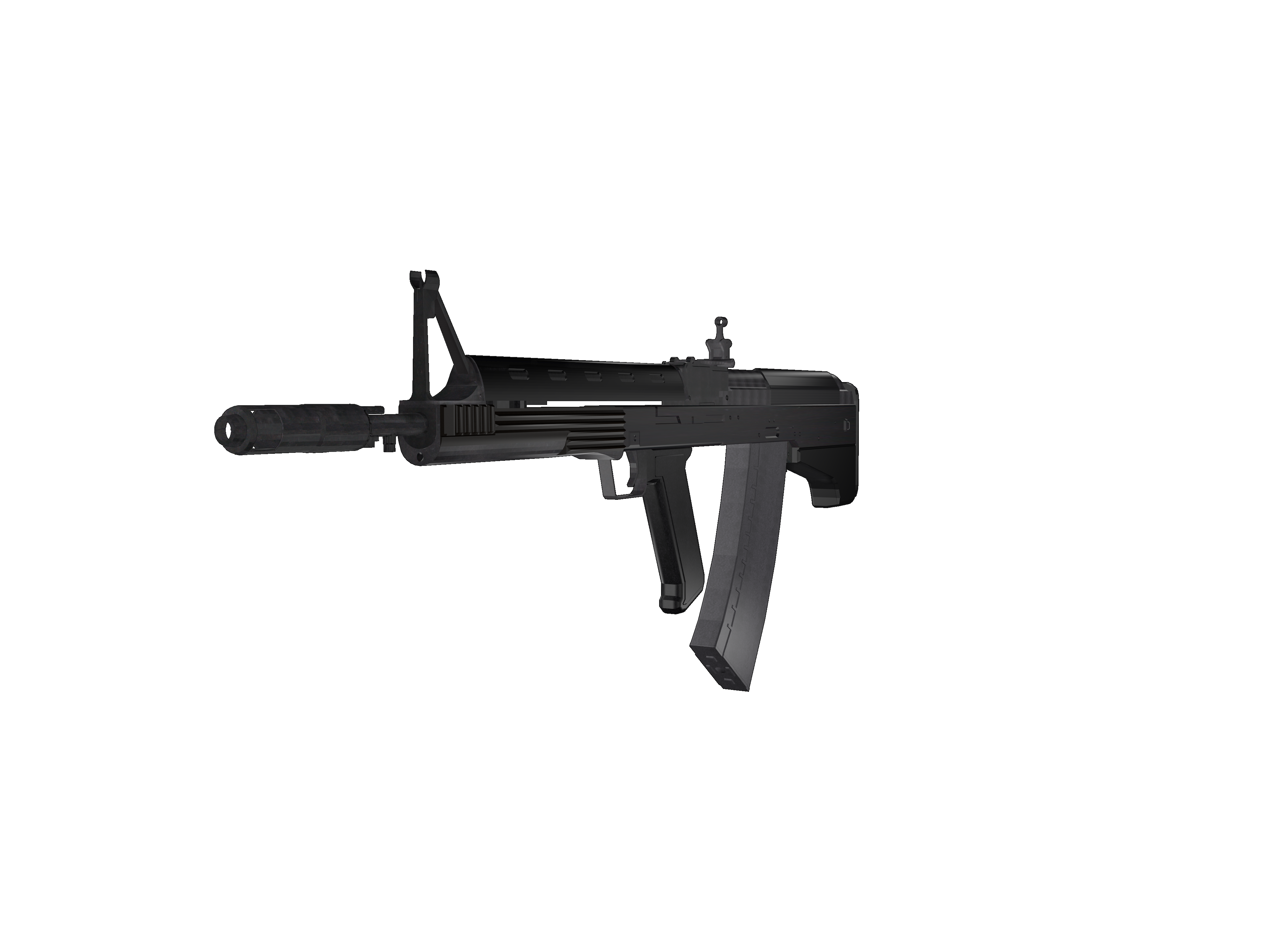
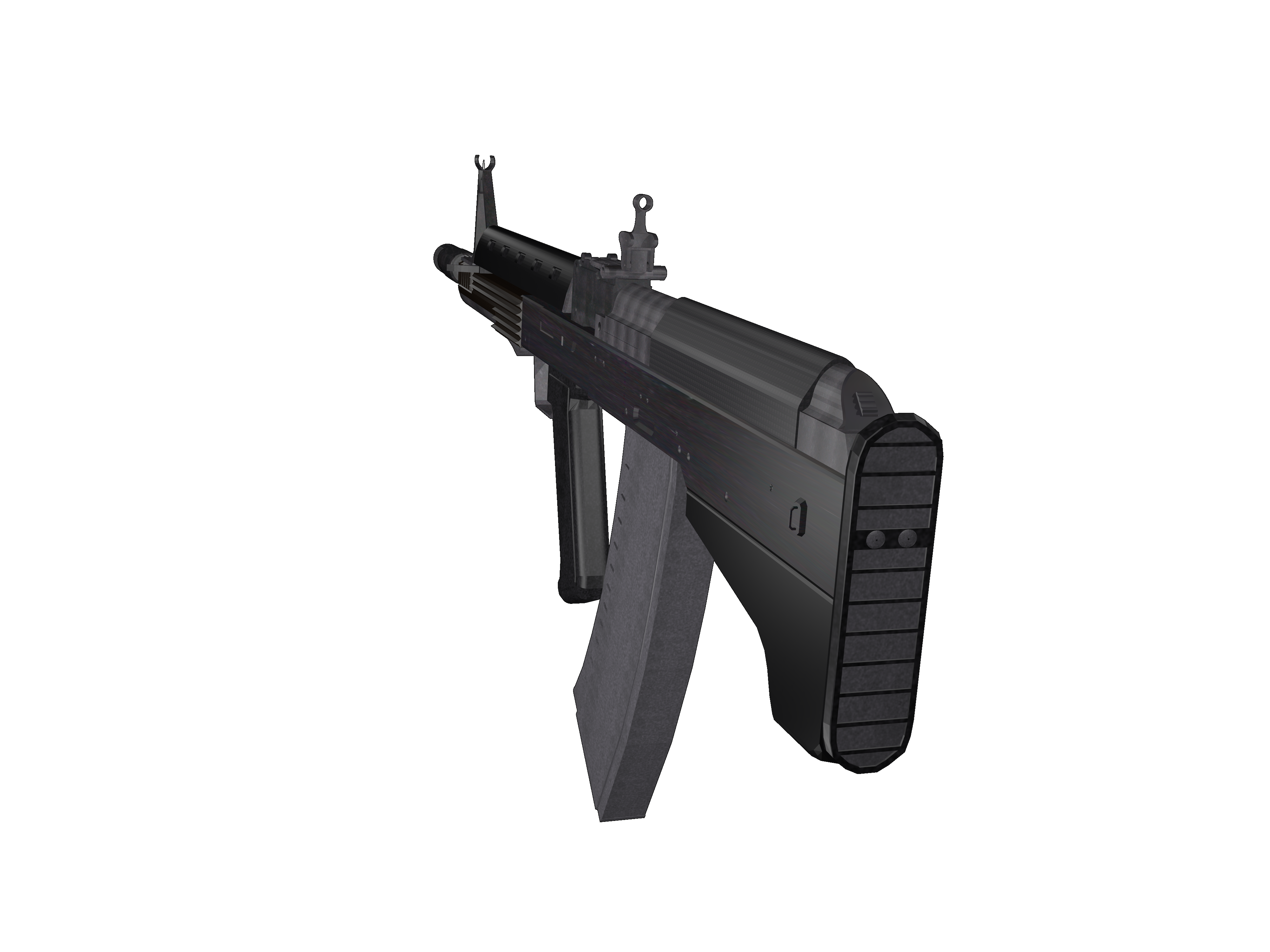